# Junonia orithya
Junonia orithya ist ein Schmetterling aus der Familie der Edelfalter mit vielen Unterarten, der in Afrika, im südlichen und südöstlichen Asien und in Australien verbreitet ist.

## Name
Aufgrund der weiten Verbreitung der Art ist es nicht verwunderlich, dass nicht nur viele verschiedene volkstümliche Namen in Umlauf sind, sondern auch viele Synonyme entstanden sind. In Indien ist sie bekannt als blue pansy, während sie in Südafrika als eyed pansy angesprochen wird, da der Name blue pansy dort für Junonia oenone Verwendung findet. Der Name in Afrikaans ist Padwagtertjie. In Australien wird sie als blue argus bezeichnet.

## Merkmale

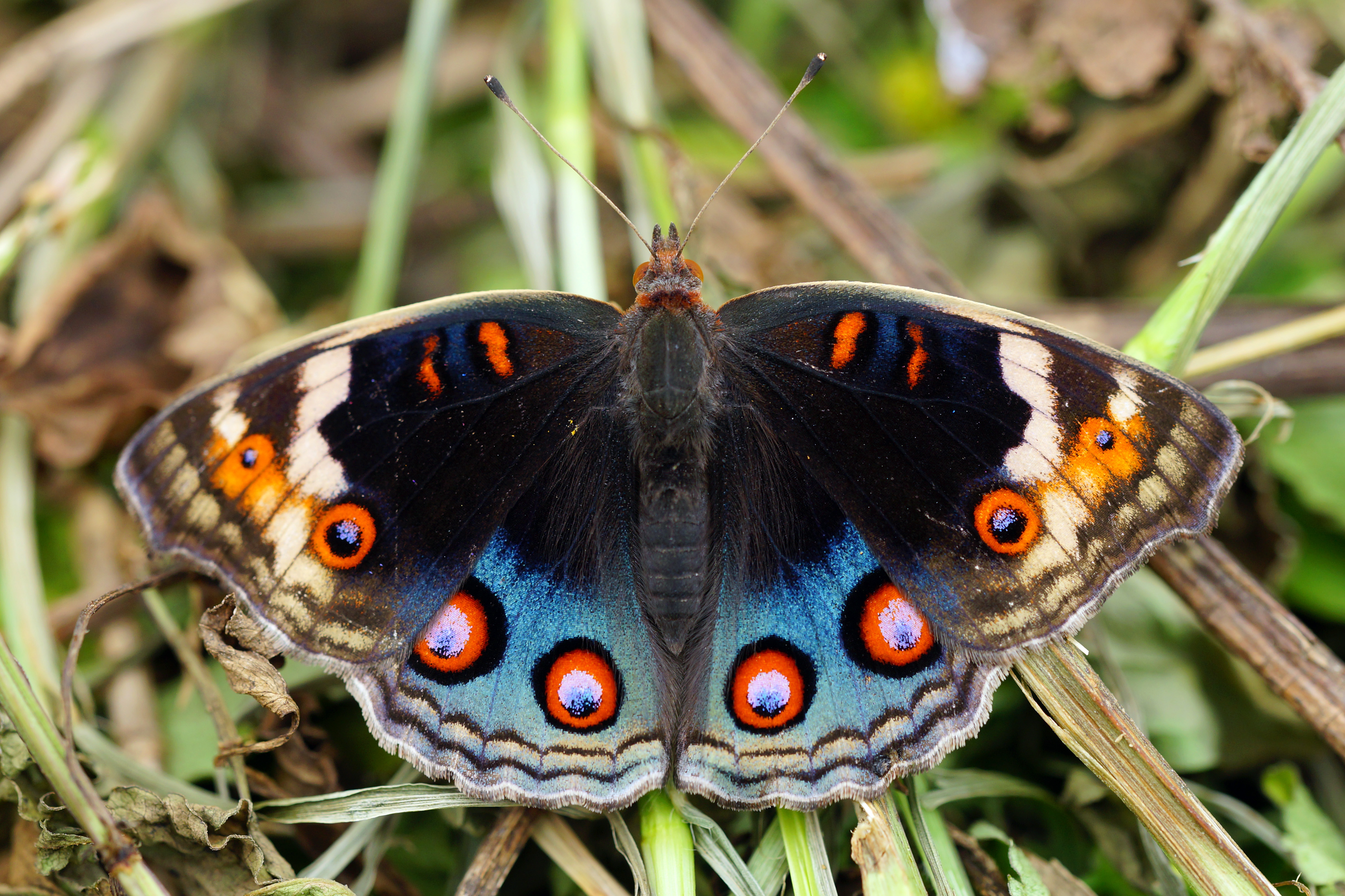
Weibchen

Der Körper ist auf der Oberseite dunkel schwarz oder braun. Der Kopf ist eingekerbt und rötlich-braun mit einem orangen Fleck und zwei Palpen. Die Antennen sind weiß oder schmutzigweiß, wie auch die Körperunterseite.
Die Art weist einen geringfügigen Geschlechtsdimorphismus auf:
Bei den Männchen ist etwas mehr als die Hälfte des Vorderflügels von der Basis her samtschwarz, zum Rand hin rauchfarben. Die Flügelzellen weisen oft zwei kurze transversale orangefarbene Balken auf und einen blauen Fleck. Der äußere Rand des schwarzen Areals ist teilweise zickzackförmig und hat einen großen, scheibenförmigen, aber meist schwer erkennbaren Ocellus. Dieser kann aber auch deutlich orangegelb umringt sein. Dahinter verläuft ein breites weißes, unregelmäßiges Band, gefolgt von einem kurzen schrägen Balken. Dahinter liegt ein kleiner, schwarz-orangeroter Ocellus und eine Reihe weißer Flecken. Die Flügel sind außen schwarz umrandet und weißen feine weiße Härchen am Rand auf. Die Hinterflügel sind blau irisierend mit samtschwarzer Basis. Mehrere schwarzweiß getupfte Ocelli mit oranger Umrandung sind in den Feldern 2 und 5 vorhanden. Die Flügelenden sind weiß, durchzogen von zwei begrenzenden schwarzen Linien und besetzt mit feinen weißen Zilien.
Die Unterseite der Flügel ist mit schwarzgeränderten ocker- und orange-farbenen Bändern überzogen und zur Spitze hin mit einem schmutzigweißen Fleck, kleinen Ocelli und Marken am Rand, die denjenigen auf der Oberseite entsprechen. Das umgebende Band ist eingefasst von einer schwarzen Linie, die den Linien der Schwarzen Felder auf der Oberseite folgt. Die Hinterflügel sind bräunlich gefleckt und überzogen mit braunen Zickzack-Linien und in den äußeren Zellen mit dunklen Schatten, in denen die Ocelli wie auf der Oberseite zu sehen sind. Am Rand verlaufen schwache braune Linien.
Beim Weibchen sind die Zeichnungen ähnlich, die Ocelli und Marken sind jedoch deutlicher definiert und größer. Der Flügelgrund ist dafür dunkelbraun und auf den Hinterflügeln ist kaum Blau sichtbar. Palpen, Thorax und Abdomen sind schmutzigweiß.

## Lebenszyklus

### Raupe
Die Raupen sind schwarz mit einem dunkelbraunen Schimmer, einem kurzen, orangefarbenen Hals und orangen Flecken an den Stummelfüßen. Der Körper ist mit Dornen bedeckt, die wiederum feste Haare tragen. Der Kopf ist deutlich abgesetzt mit einem rötlichen Punkt im Gesicht und kleinen Dornen an den Augen.

### Puppe
Die Puppe ist am Hinterende aufgehängt, nackt. Die Flügeldecken sind schmutzig-gelb, der Rest des Körpers purpurfarben mit creme-weißen Bändern.

### Adulte
Die ausgewachsenen Schmetterlinge halten sich über offenen Flächen auf, oft sitzen sie auf dem blanken Boden. Die Art fliegt mit steifen Schlägen und Gleitphasen und beansprucht ein Territorium, aus dem sie fremde Schmetterlinge vertreibt.

## Nahrungspflanzen der Raupen
Die Raupen ernähren sich von einer Vielzahl von Pflanzen aus den Familien Acanthaceae, Annonaceae, Convolvulaceae, Labiatae, Plantaginaceae, Scrophulariaceae, Verbenaceae, Violaceae. Besonders bekannte Pflanzen sind Angelonia salicariifolia, Annona senegalensis, Antirrhinum majus, Asystasia gangetica, Asystasia scandens, Buchnera linearis, Englerastrum scandens, Hygrophila salicifolia, Hygrophila senegalensis, Ipomoea batatas, Justicia micrantha, Justicia procumbens, Lepidagathis formosensis, Lepidagathis prostrata, Misopates orontium, Phyla nodiflora, Plantago amplexicaulis, Plectranthus scandens, Pseuderanthemum variabile, Striga asiatica, Striga hermonthica, Thunbergia alata, Viola odorata.
In Südafrika werden folgende Pflanzen befallen: Graderia subintegra und Cycnium adonense sowie Arten der Gattungen Hygrophila, Plectranthus.

## Galerie

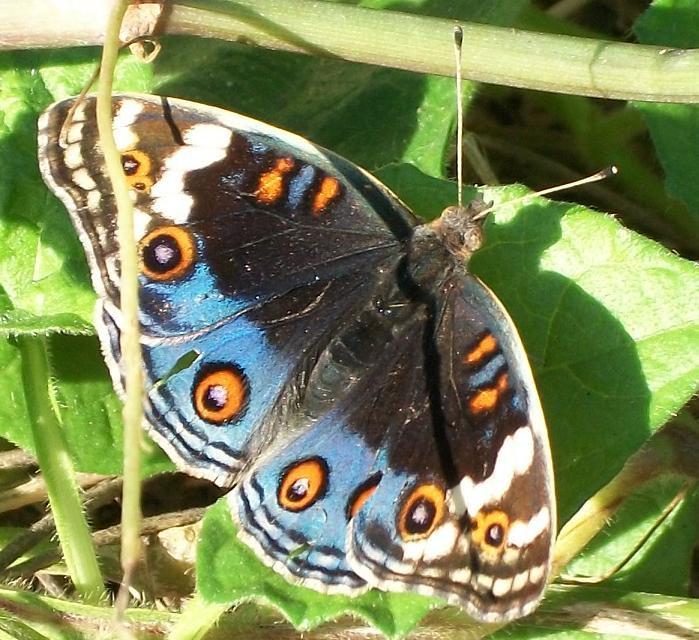
In Amanzimtoti, Südafrika
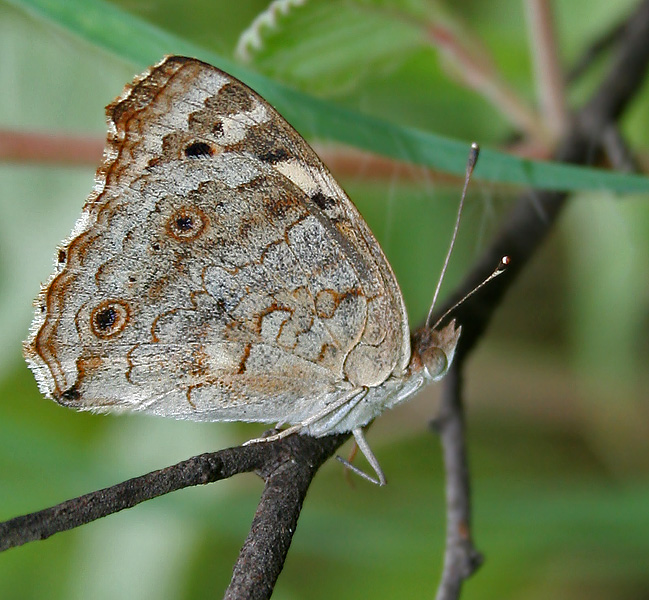
In Hyderabad, Indien
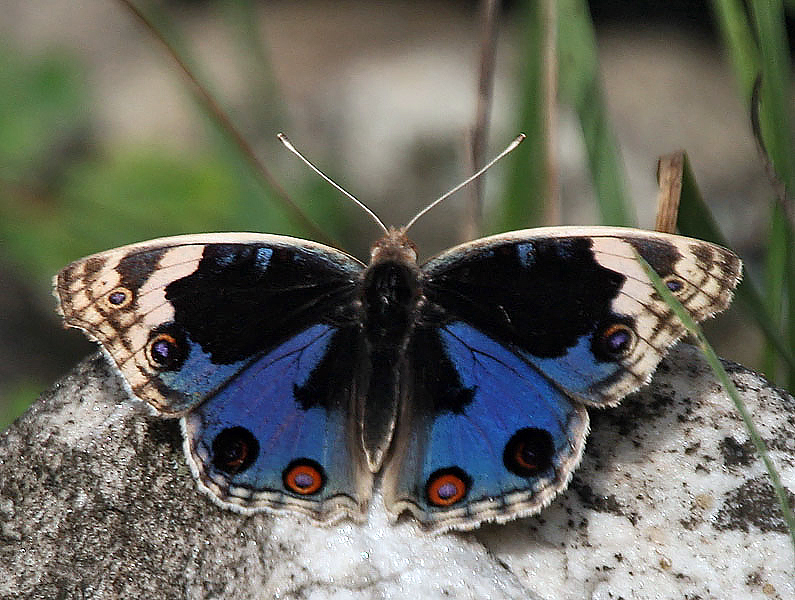
In Kasol, Himachal, Indien
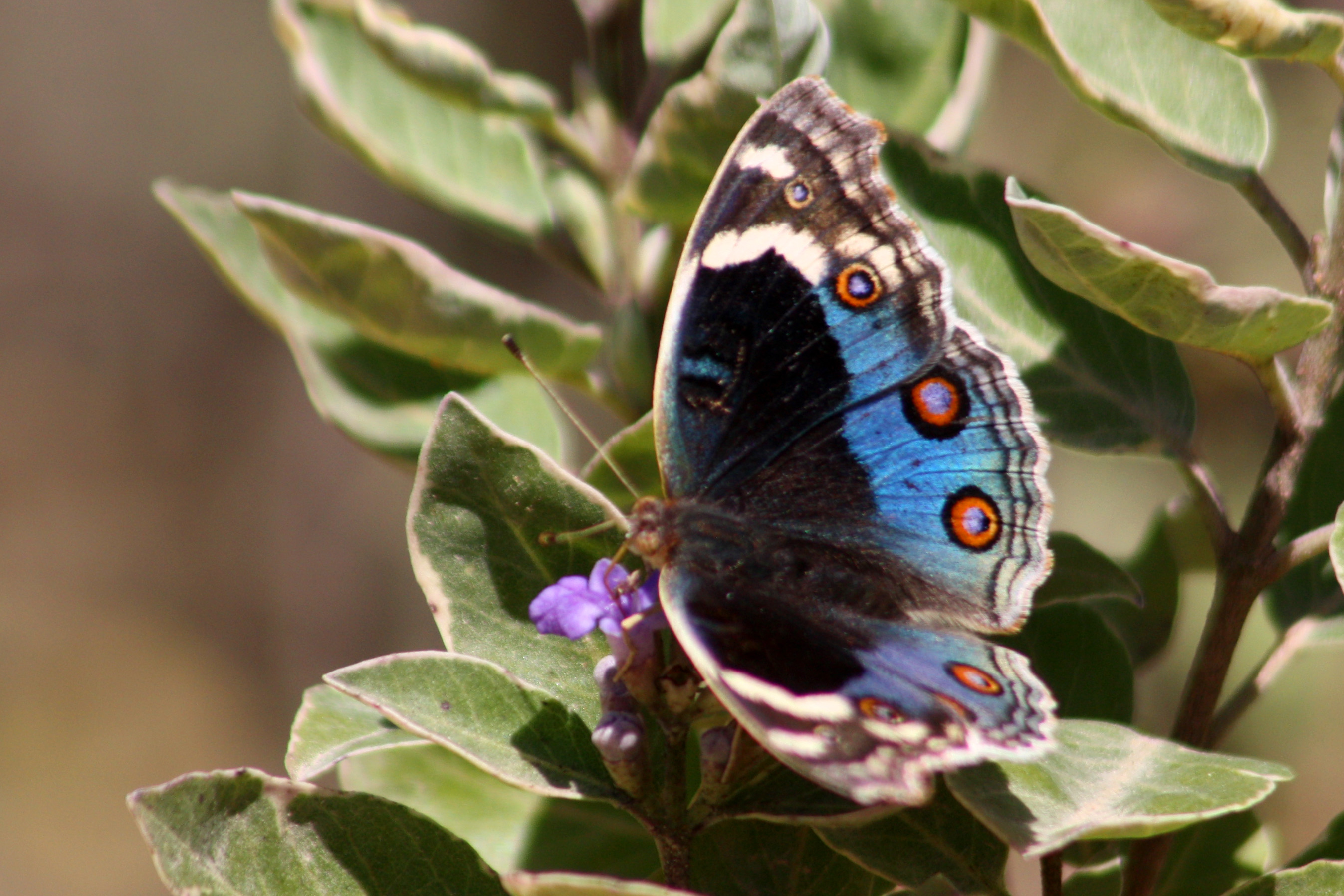
In den Vereinigten Arabischen Emiraten
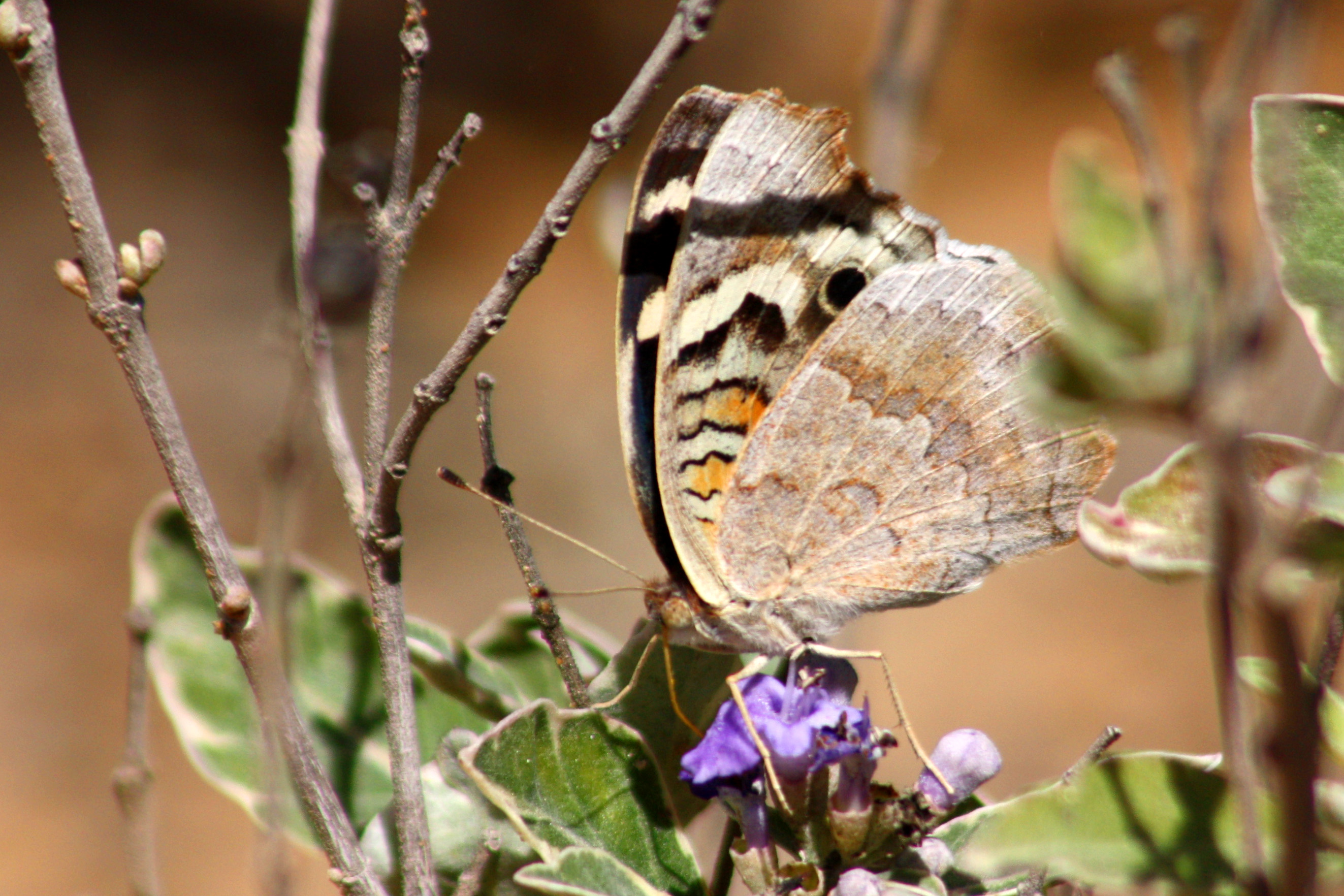
Vereinigte Arabische Emirate
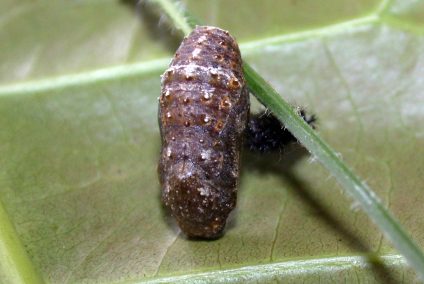
Puppe (Chrysalis)
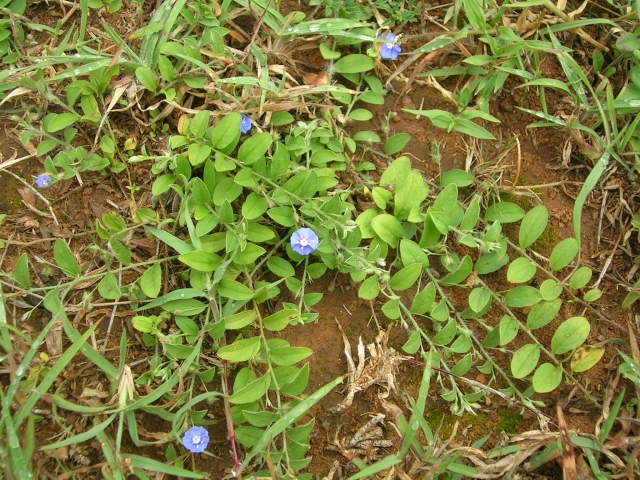
Evolvulus, eine Futterpflanze
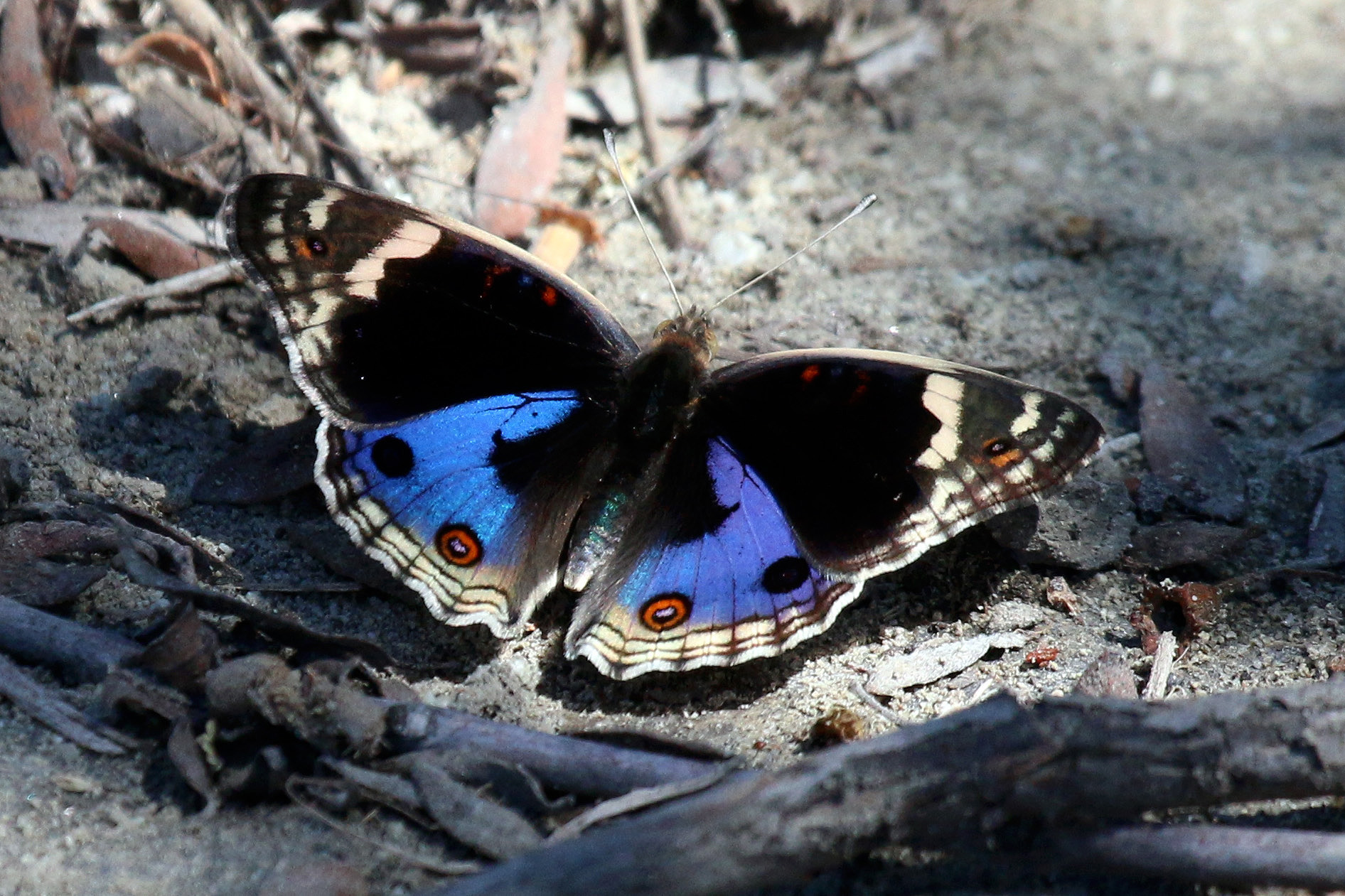
J. o. minagara , Komodo National Park, Indonesien
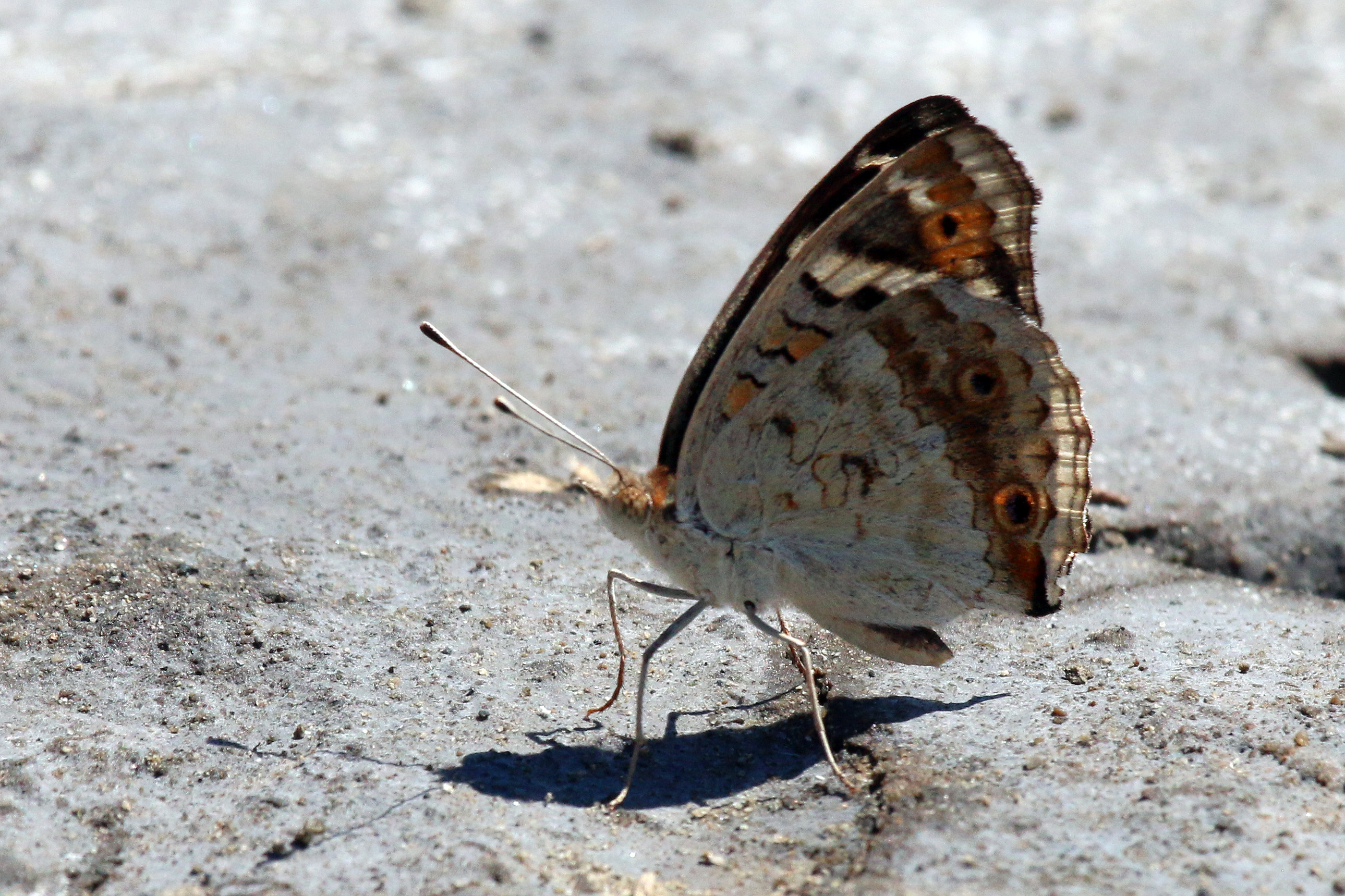
J. o. minagara , Komodo National Park

## Unterarten
- Junonia orithya albicincta Butler, 1875 (Nordaustralien, Cape York bis Brisbane)
- Junonia orithya baweana Fruhstorfer, 1906 (Bawean)
- Junonia orithya celebensis Staudinger, [1888] (Sulawesi, Muna)
- Junonia orithya eutychia (Fruhstorfer, 1912) (Timor, Wetar, Babar, Kissar)
- Junonia orithya hainanensis (Fruhstorfer, 1912) (Hainan)
- Junonia orithya here Lang, 1884 (Saudi-Arabien, Jemen)
- Junonia orithya kontinentalis Martin, 1920 (Sulawesi)
- Junonia orithya kuehni Fruhstorfer, 1904 (Kleine Sundainseln, Kalao, Tukangbesi)
- Junonia orithya leucasia (Fruhstorfer, 1912) (Philippinen)
- Junonia orithya madagascariensis Guenée, 1865 (Afrika südlich der Sahara)
- Junonia orithya marcella (Hulstaert, 1923) (Neuguinea)
- Junonia orithya metion Fruhstorfer, 1905 (Borneo)
- Junonia orithya mevaria Fruhstorfer, 1904 (Lombok)
- Junonia orithya minagara Fruhstorfer, 1904 (Java, Bali, Komodo)
- Junonia orithya minusculus Fruhstorfer, 1906 (Sumba)
- Junonia orithya neopommerana Ribbe, 1898 (Neubritannien)
- Junonia orithya novaeguineae Hagen, 1897 (New Guinea bis Papua)
- Junonia orithya ocyale Hübner, [1819] (Indien bis Süd-Burma und Süd-Yunnan)
- Junonia orithya orithya  (Oriental region)
- Junonia orithya orthosia (Godart, [1824]) (Ambon, Serang, Saparua, Sula-Inseln, Maluku)
- Junonia orithya palea (Fruhstorfer, 1912) (Tanimbar)
- Junonia orithya patenas (Fruhstorfer, 1912) (Sri Lanka)
- Junonia orithya saleyra (Fruhstorfer, 1912) (Salayar)
- Junonia orithya sumatrana Fruhstorfer, 1906 (Sumatra)
- Junonia orithya swinhoei Butler, 1885 (Burma)
- Junonia orithya wallacei Distant, 1883 (Thailand, Malaysische Halbinsel, Singapur)